# Еллен Кейперс
Еллен Кейперс (нід. Ellen Kuipers, 8 квітня 1971) — нідерландська хокеїстка на траві.
Бронзова призерка Олімпійських Ігор 1996 року.
Чемпіонка Європи 1995 року.
Бронзова призерка Трофею чемпіонів 1997 року.
Срібна призерка Чемпіонату світу 1998 року.